# Acronomastax
Acronomastax is een geslacht van rechtvleugeligen uit de familie Episactidae. De wetenschappelijke naam van dit geslacht is voor het eerst geldig gepubliceerd in 1965 door Descamps.

## Soorten
Het geslacht Acronomastax omvat de volgende soorten:
- Acronomastax butticerca Saussure, 1903
- Acronomastax curvicerca Descamps, 1965
- Acronomastax dentata Descamps, 1965